# Municipio de West Fallowfield (condado de Chester)
El municipio de West Fallowfield (en inglés: West Fallowfield Township) es un municipio ubicado en el condado de Chester en el estado estadounidense de Pensilvania. En el año 2000 tenía una población de 2485 habitantes y una densidad poblacional de 53,1 personas por km².

## Geografía
El municipio de West Fallowfield se encuentra ubicado en las coordenadas 39°53′46″N 75°58′12″O / 39.89611, -75.97000.

## Demografía
Según la Oficina del Censo en 2000 los ingresos medios por hogar en la localidad eran de $50 833 y los ingresos medios por familia eran de $54 940. Los hombres tenían unos ingresos medios de $40 566 frente a los $24 674 para las mujeres. La renta per cápita de la localidad era de $19 853. Alrededor del 14,8% de la población estaba por debajo del umbral de pobreza.